# HD 37394
HD 37394，又名BD+53 934，SAO 25319、HR 1925，是一颗恒星，视星等为6.23，位于銀經158.38，銀緯11.95，其B1900.0坐标为赤經5h 33m 13.4s，赤緯+53° 11.95′ 26″。